# Mehdi Dorval
Mehdi Emile Dorval (Parigi, 9 febbraio 2001) è un calciatore algerino con cittadinanza francese, difensore del Bari.

## Biografia
È nato in Francia da padre riunionense e madre algerina.

## Caratteristiche tecniche
Esterno sinistro, ha iniziato la sua carriera in posizione offensiva per poi indietreggiare stabilendosi nel ruolo di terzino.

## Carriera

### Club
Dorval ha iniziato la sua carriera calcistica in Francia con la maglia dell'Aubervilliers, con cui ha debuttato in Championnat National 3 nel 2020. Il 2 febbraio 2021 è stato acquistato dal Fasano, club italiano militante in Serie D, con cui totalizza 16 presenze. Il 22 luglio 2021 passa a titolo definitivo all'Audace Cerignola, club pugliese sempre militante in Serie D, con cui ha realizzato la prima rete in carriera (contro il Sorrento) ed ha trionfato nel girone H di Serie D con 34 presenze e un gol.
Il 2 luglio 2022 passa a titolo definitivo al Bari, neopromosso in Serie B con cui sottoscrive un contratto biennale. Ha esordito nel campionato cadetto il 28 agosto nell'incontro vinto 3-1 contro il Perugia. Il 6 aprile 2023 ha firmato il rinnovo del contratto con il Bari fino al 30 giugno 2026. Conclude la sua prima stagione in cadetteria con 21 presenze. Nella stagione successiva riesce a ritagliarsi più spazio e segna il suo primo gol con la maglia del Bari (e in assoluto in Serie B) il 13 gennaio 2024 nella partita vinta per 3-1 contro la Ternana chiudendo poi la stagione con 37 presenze e un gol.

### Nazionale
Nel marzo del 2023 è stato convocato dalla nazionale algerina Under-23.

## Statistiche

### Presenze e reti nei club
Statistiche aggiornate al 17 agosto 2025.
| Stagione        | Squadra          | Campionato      | Campionato | Campionato | Coppe nazionali | Coppe nazionali | Coppe nazionali | Coppe continentali | Coppe continentali | Coppe continentali | Altre coppe | Altre coppe | Altre coppe | Totale | Totale | Totale |
| Stagione        | Squadra          | Comp            | Pres       | Reti       | Comp            | Pres            | Reti            | Comp               | Pres               | Reti               | Comp        | Pres        | Reti        | Pres   | Reti   |        |
| --------------- | ---------------- | --------------- | ---------- | ---------- | --------------- | --------------- | --------------- | ------------------ | ------------------ | ------------------ | ----------- | ----------- | ----------- | ------ | ------ | ------ |
| 2020-gen. 2021  | Aubervilliers    | N3              | 2          | 0          | CF              | 0               | 0               |                    | -                  | -                  |             | -           | -           | 2      | 0      |        |
| gen.-giu. 2021  | Fasano           | D               | 16         | 0          |                 | -               | -               |                    | -                  | -                  |             | -           | -           | 16     | 0      |        |
| 2021-2022       | Audace Cerignola | D               | 34+2       | 1          | CI-D            | 5               | 0               |                    | -                  | -                  |             | -           | -           | 41     | 1      |        |
| 2022-2023       | Bari             | B               | 17+4       | 0          | CI              | 1               | 0               |                    | -                  | -                  |             | -           | -           | 22     | 0      |        |
| 2023-2024       | Bari             | B               | 36+1       | 1          | CI              | 1               | 0               |                    | -                  | -                  |             | -           | -           | 38     | 1      |        |
| 2024-2025       | Bari             | B               | 37         | 4          | CI              | 1               | 0               | -                  | -                  | -                  | -           | -           | -           | 38     | 4      |        |
| 2025-2026       | Bari             | B               | 0          | 0          | CI              | 1               | 0               | -                  | -                  | -                  | -           | -           | -           | 1      | 0      |        |
| Totale Bari     | Totale Bari      | Totale Bari     | 95         | 5          |                 | 4               | 0               |                    | -                  | -                  |             | -           | -           | 99     | 5      |        |
| Totale carriera | Totale carriera  | Totale carriera | 149        | 6          |                 | 9               | 0               |                    | -                  | -                  |             | -           | -           | 158    | 6      |        |

## Palmares

### Club

#### Competizioni nazionali
- Serie D: 1

Audace Cerignola: 2021-2022 (girone H)